# Gelo van Syracuse
Gelo(n) (± 540 – 478 v.Chr.), was tiran van Gela, en later van Syracuse op Sicilië. 
Gelo (Grieks Geloon) begon zijn carrière als cavaleriecommandant onder Hippocrates, de tiran van Gela. Na diens overlijden greep hij in 491 de alleenheerschappij. Reeds spoedig bleek zijn voornemen om een agressieve politiek tegen Carthago te gaan voeren. In 485 bemoeide hij zich in het naburige Syracuse met de sociale spanningen tussen de adellijke grootgrondbezitters en de arme bevolking. Hierdoor wist hij er de macht te veroveren, bracht zijn residentie van Gela naar Syracuse over en liet het bestuur over Gela aan zijn broer Hiëro over. 
In 484 v.Chr. verwoestte Gelo de havenstad Megara Hyblaea. Deze Griekse stad was uit een alliantie met Syracuse gestapt en werd hiervoor gestraft.
Door zijn overwinning in de Slag bij Himera (480 v.Chr.) duwde hij de Carthaagse invloed op Sicilië terug. Zijn tegenstander Anaxilas, die heerste over de Straat van Messina, had de Carthagers gesteund.
Door massale gedwongen volksverhuizingen van de Griekssprekende bevolking uit de omgeving maakte hij Syracuse tot een zeer grote stad, die met nieuwe wijken werd uitgebreid en bevolkt. Na zijn verbond met Akragas (Latijn Agrigentum, nu Agrigento) vertegenwoordigde hij zelfs de grootste politieke macht in de toenmalige Griekse wereld. Daarom trachtten Athene en Sparta in 480 v.Chr. vruchteloos zijn bondgenootschap en hulp te winnen tegen de Perzische koning Xerxes. Gelo weigerde omdat hij zelf een Carthaagse aanval op Sicilië voorzag. Deze kwam er inderdaad en leidde tot de grote overwinning van Gelo en zijn bondgenoot Theron van Akragas nabij Himera in 480 v.Chr.